# Alberto Bertoni
Alberto Bertoni (Modena, 23 marzo 1955) è un poeta, critico letterario e italianista italiano.

## Biografia
Nato a Modena nel 1955, dopo aver frequentato il liceo classico "Muratori" si è spostato a Bologna dove, tra il 1974 e il 1979, ha frequentato la facoltà di Lettere dell'Alma Mater Studiorum. Coetaneo e amico di Pier Vittorio Tondelli, che negli stessi anni studiò presso l'università felsinea, è stato allievo di Ezio Raimondi.
Amico di Francesco Guccini – con cui ha collaborato alla stesura della sua autobiografia Non so che viso avesse (Giunti, 2020) –, dal 1986 organizza performance in collaborazione con musicisti, tra cui Enrico Trebbi, Ivan Valentini, Franco D'Aniello, Michele Francesconi e Massimo Giuntini dei Modena City Ramblers .

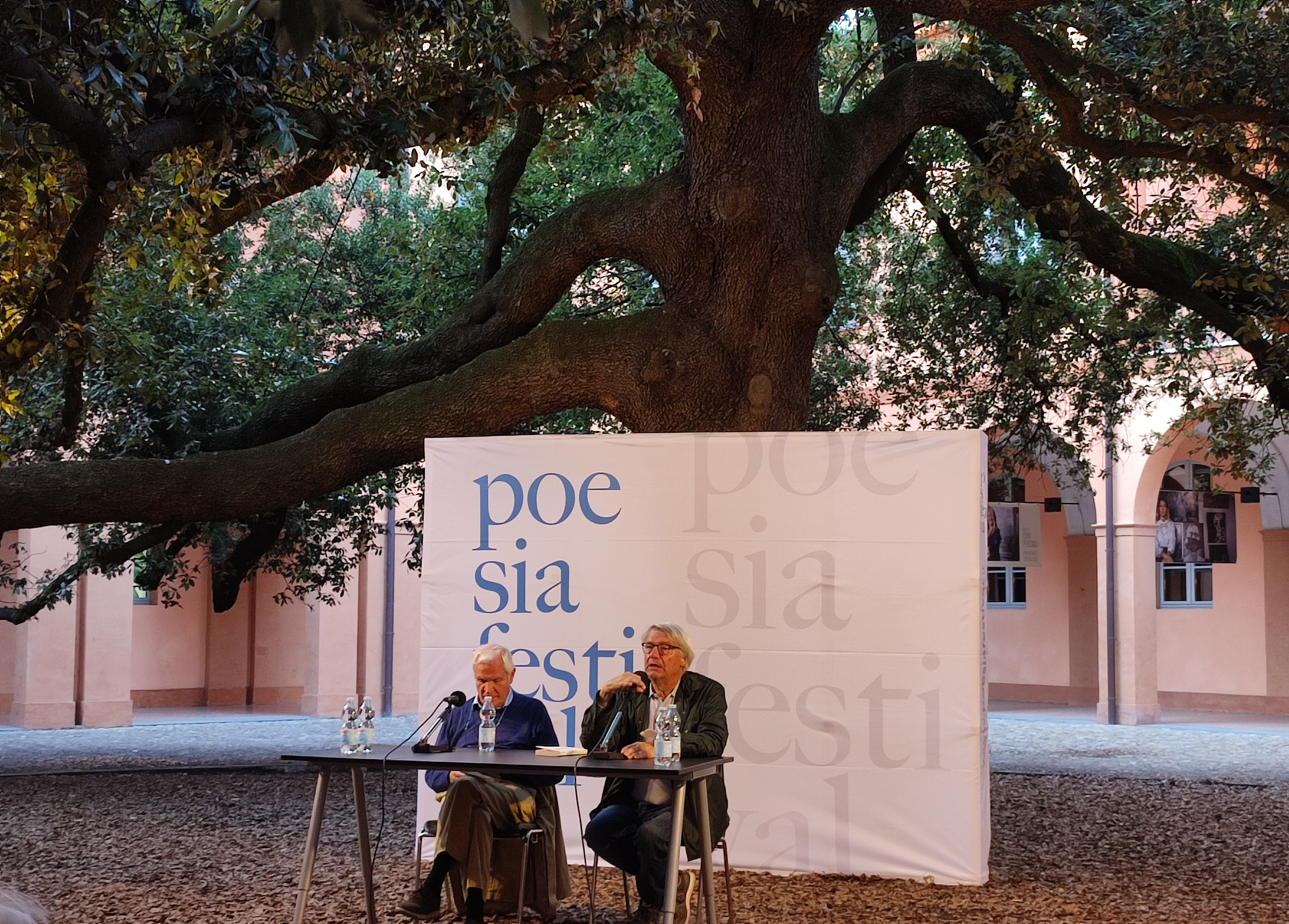
Alberto Bertoni insieme a Nicola Crocetti al Poesia Festival 2022

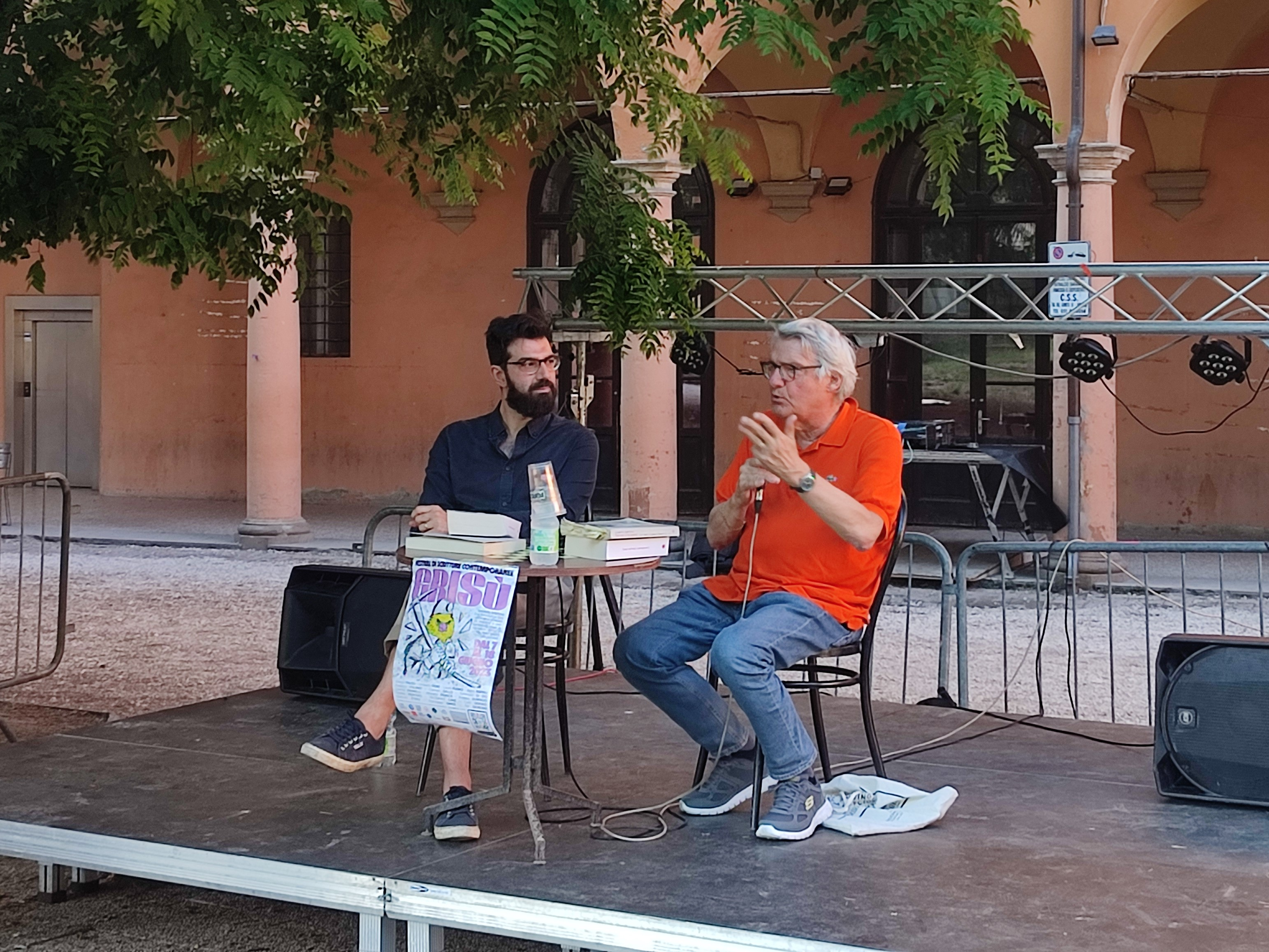
Alberto Bertoni insieme a Tommaso Di Dio nel 2023

Negli anni Ottanta è stato tra i fondatori della rivista "Gli immediati dintorni".
Nel 1993 ha preso servizio presso l'Università degli Studi di Bologna, dove attualmente insegna Letteratura italiana contemporanea e Poesia italiana del Novecento.
Dal 1996 dirige per Book Editore le collane di poesia "Fuoricasa" e "Quaderni di Fuoricasa".
Nel 1997 è tra i soci fondatori del Centro di poesia contemporanea dell'Università di Bologna.
Dal 1999 al 2011 ha condiviso, insieme a Ezio Raimondi, un insegnamento presso l'Università di Bolzano, nella facoltà di Scienze della formazione di Bressanone.
Ha collaborato alla collana di Letteratura Italiana Einaudi diretta da Alberto Asor Rosa.
Nel 2004 ha dato vita alla rivista "Frontiera".
Dal 2008 al 2010 ha curato il Diario critico dell'Almanacco dello Specchio Mondadori, insieme a Biancamaria Frabotta.
Nel 2012 ha pubblicato in spagnolo l'antologia El guardián del lugar.
È consulente scientifico del Poesia Festival e membro di giurie di premi letterari.
I suoi testi sono stati tradotti in inglese, francese, russo, ceco, ungherese, spagnolo e romeno.

## Opere

### Poesia
- L'esatto tempo, Ferrara, Cooperativa Charlie Chaplin, 1981 (con Enrico Trebbi)
- Lettere stagionali, Castel Maggiore, Book Editore, 1996. Con una nota di Giovanni Giudici.
- Tatì, Castel Maggiore, Book Editore, 1999. Con una lettera in versi di Gianni D'Elia.
- Il catalogo è questo. Poesie 1978-2000, Parma, Il cavaliere azzurro, 2000. Con un intervento di Roberto Barbolini.
- Le cose dopo. Poesie 1999-2003, Torino, Aragno, 2003. Postfazione di Andrea Battistini. ISBN 88-8419-167-X.
- Ho visto perdere Varenne, Lecce, Manni, 2006. Prefazione di Niva Lorenzini.
- Mi sembrava un attimo fa, Milano, Quaderni di Orfeo, 2007.
- Zitèe cìna, Milano, Il ragazzo innocuo, 2007. Con un'acquaforte originale di Luciano Ragozzino.
- Ricordi di Alzheimer. Una storia, Castel Maggiore, Book, 2008. Con una lettera in versi pavanesi di Francesco Guccini e una nota di Milo De Angelis. 2ª ed. 2012. 3ª ed. 2016.
- Il letto vuoto, Torino, Aragno, 2012.
- Traversate, Firenze, Società Editrice Fiorentina, 2014. Prefazione di Paolo Valesio.
- Poesie 1980-2014, Torino, Aragno, 2018.
- Ricordi e cromosomi. Poesie 2014-2017, Azzate, Stampa 2009, 2018.
- Zàndri, Ro Ferrarese, Book, 2018. Con una nota di Fabio Marri.
- Cavalli e poesia, Reggio Emilia, Corsiero, 2018.
- Irlandesi, Reggio Emilia, Corsiero, 2020. Con una nota introduttiva di Daniele Benati.
- L'isola dei topi, Torino, Einaudi, 2021, ISBN 978-88-06-24958-8.
- Culo di tua mamma. Autobestiario 2013-2022, Fanna, Samuele Editore, 2022. ISBN 978-88-94944-60-0.
- Libro dell'ansia, Ro Ferrarese, Book, 2024.

In antologie
- Recordare (con Roberto Alperoli ed Emilio Rentocchini), Sassuolo, Incontri, 2011. Introduzione di Marco Santagata. ISBN 9788896855195
- Come cani alla catena (con Roberto Alperoli ed Emilio Rentocchini), Sassuolo, Incontri, 2017. Introduzione di Marco Santagata. ISBN 978-88-99667-14-6.
- Malgretú (con Roberto Alperoli, Francesco Genitoni, Emilio Rentocchini, Jean Robaey, Elio Tavilla ed Enrico Trebbi), Sassuolo, Incontri, 2022. Postfazione di Federico Carrera. ISBN 9788899667603

### Narrativa
- Il sosia di Providence e altri incontri fra l'Emilia e l'America, Reggio Emilia, Diabasis, 2002. Prefazione di Edmondo Berselli.

### Saggistica
- Dai simbolisti al Novecento. Le origini del verso libero italiano, Bologna, il Mulino, 1995.
- Una geografia letteraria tra Emilia e Romagna, con Gian Mario Anselmi, Bologna, CLUEB, 1997.
- Pasolini e l'avanguardia, Firenze, Olschki, 1997.
- Partiture critiche, Pisa, Pacini, 2000.
- Una distratta venerazione. La poesia metrica di Giudici, Castel Maggiore, Book, 2001.
- Montale vs. Ungaretti. Introduzione alla lettura di due modelli di poesia del Novecento, con Jonathan Sisco, Roma, Carocci, 2003.
- Molinari 1804. Vita di una famiglia di imprenditori in 200 anni di storia modenese, con Giuseppe Bertoni, Modena, Caffè Molinari, 2004.
- Trent'anni di Novecento. Libri italiani di poesia e dintorni 1971-2000, Castel Maggiore, Book, 2005.
- La poesia. Come si legge e come si scrive, Bologna, il Mulino, 2006.
- La poesia contemporanea, Bologna, il Mulino, 2012.
- Montale, in conclusione. Insegnare un modello di poesia, Ro Ferrarese, Book, 2014.
- Scrittori da un ducato in fiamme. Delfini, D'Arzo e il Novecento, Reggio Emilia, Corsiero, 2016.
- Poesia italiana dal Novecento a oggi, Bologna, Marietti, 2019. ISBN 9788821113529.
- Una questione finale. Poesia e pensiero da Auschwitz, Riva del Po, Book, 2020.
- Voci del grande stile. Prose e poesie fra due secoli, Bologna, il Mulino, 2023.
- Una corsa al trotto non abolirà l'azzardo, Bari, Les Flaneûrs Edizioni, 2024.

### Curatele, prefazioni, postfazioni
- Filippo Tommaso Marinetti, Taccuini. 1915-1921, Bologna, il Mulino, 1987.
- Blue and blue. Un'antologia di poeti anglo-irlandesi-americani, Mantova, Sometti, 2000.
- Poesia della traduzione, con Alberto Cappi, Mantova, Sometti, 2003.
- Alberto Bevilacqua, Le poesie, Milano, Mondadori, 2007.
- Gian Paolo Biasin, Il canto delle sirene. Scritti scelti 1969-1997, con Mario Pelati, Sassuolo, Incontri, 2009.
- Alberto Bevilacqua, Romanzi, Milano, Mondadori, 2010.
- Pier Luigi Bacchini, Poesie. 1954-2013, Milano, Mondadori, 2013.
- Eugenio Montale, Quaderno di quattro anni, con Guido Mattia Gallerani, Milano, Mondadori, 2015. Con uno scritto di Cesare Garboli e un saggio di Giorgio Orelli.
- Maurizio Cucchi, Poesie. 1963-2015, Milano, Mondadori, 2016.
- Cesare Pavese, Lavorare stanca, Latiano, InternoPoesia, 2021. Note al testo di Elena Grazioli.
- Beatrice Zerbini, D'amore, prefazione di Alberto Bertoni, Latiano, InternoPoesia, 2022.

### Traduzioni
- William Shakespeare, Sonetti d'amore, Milano, Demetra, 2012, con Guido Mattia Gallerani.

## Discografia
- 1997 – La casa azzurra, con Enrico Trebbi e Ivan Valentini (Mobydick)
- 2001 – Viaggi, con Enrico Trebbi e Ivan Valentini (Arxcollana & Book Editore)
- 2001 – Voci e suoni d'Irlanda, con Franco D'Aniello e Massimo Giuntini (I Teatri di Reggio Emilia)
- 2012 – I giorni assenti, con Ivan Valentini e Michele Francesconi (Mobydick)

## Riconoscimenti
- 1996 – Premio Russo, per Dai simbolisti al Novecento. Le origini del verso libero italiano[19]
- 1996 – Premio Croce, per Dai simbolisti al Novecento. Le origini del verso libero italiano[19]
- 1996 – Premio Caput Gauri, per Lettere stagionali[19]
- 1998 – Premio Dario Bellezza, per Lettere stagionali[19]
- 2018 – Premio Dessì, per Poesie 1980-2014[20]
- 2021 – Premio Carducci, per L'isola dei topi[21]